# Реутов, Валерий Павлович
Вале́рий Па́влович Ре́утов (27 августа 1939, Лысьва, Пермская область — 25 мая 2017, Пермь) — советский и российский учёный-правовед, заведующий кафедрой теории и истории государства и права Пермского университета (1992—2017), доктор юридических наук, профессор, заслуженный юрист Российской Федерации.

## Биография
Родился 27 августа 1939 года в г. Лысьва.
Окончил Лысьвенский металлургический техникум (1957) и Батайское военное училище лётчиков-истребителей по специальности пилот-техник (1960).
С 1960 года по 1964 год учился на юридическом факультете Свердловского юридического института, который окончил с отличием; в 1964-1968 годах — аспирант СЮИ. В 1968 году в СЮИ защитил кандидатскую диссертацию на тему «Юридическая практика и развитие законодательства».
В 1969 году В. П. Реутова по конкурсу избрали на должность старшего преподавателя кафедры теории и истории государства и права Пермского университета. С 1972 года — доцент кафедры, до 1978 года работал заместителем декана юридического факультета ПГУ. В 1974 году присвоено учёное звание доцента.
В 1970-е годы был выдвинут на партработу. С 2 марта 1978 по апрель 1988 года — секретарь партийного комитета Пермского университета. Работал далее секретарём Пермского обкома по правовым вопросам. Затем вернулся к преподавательской деятельности в университете, имел параллельно нотариальную практику.
С 1992 года являлся заведующим кафедрой теории и истории государства и права Пермского университета, входил в состав учёных советов вуза и юридического факультета.
В 2004 году в Нижегородской академии МВД России защитил докторскую диссертацию на тему «Структурирование правовой системы как выражение её функциональных возможностей». В 2011 году В. П. Реутову было присвоено учёное звание профессора.
Член диссертационного совета по присуждению учёной степени кандидата политических наук при ПГНИУ.
Скоропостижно скончался 25 мая 2017 года.

## Значение научной деятельности
Первые исследования В. П. Реутова были посвящены роли юридической практики в развитии законодательства, сразу принесшие ему известность и признание в научном сообществе. Часто цитировалась его статья, опубликованная в журнале «Правоведение» ещё в 1970 году. Главное направление исследований — попытка раскрытия механизма формирования в процессе практики устойчивых положений, прообразов правовых норм, воплощающихся затем в нормативных актах. Свидетельством признания его заслуг в этой области юридической науки является, например, анализ идеи В. П. Реутова о стадийности процесса воздействия юридической практики на содержание правовых норм, предпринятый авторами фундаментальной работы о роли судебной практики, изданной в Москве в 1975 году под редакцией профессора С. Н. Братуся. Аналогично оценивались идеи В. П. Реутова и в более поздних работах на эту тему.
Значительное внимание В. П. Реутовым уделяется функциональной характеристике правовой системы. Им высказана мысль о необходимости выделения функций правовой системы и функций права, их различии при воздействии на отдельные объекты социальной действительности. Анализ системы функций права и правовой системы привел к выводу об определяющем характере влияния функций на структуру (систему) права. В связи с этим В. П. Реутовым поддержана мысль о необходимости реализации идеи о так называемом конвенциональном подходе к системе права, высказанная ранее рядом исследователей. Этим вопросам посвящена монография «Функциональная природа системы права» (2002) В. П. Реутова.
Функционально-структурный подход был использован В. П. Реутовым при анализе связи правового и нравственного регулирования и, в частности, природы профессиональной нравственности юристов и норм, регламентирующих поведение правоприменителей в нравственной области.
В. П. Реутовым выполнен ряд работ по отраслевым проблемам (о правоотношениях и субъектах трудового права, организационно-правовых формах образовательной деятельности, особенностях наследования отдельных видов имуществ и т. д.), а также по методическим вопросам обучения и проблемам организации высшего юридического образования. Так, совместно с С. Г. Михайловым опубликован ряд статей по вопросам возможных негативных последствий, связанных с реализацией Болонских соглашений и вступлением России в ВТО. Главный вывод, заключающийся в признании необходимости отказа от форсированного движения в этом направлении, оказался, как показало время, справедливым.
В последнее время круг научных интересов В. П. Реутова расширился за счет исследования практических аспектов правопонимания, его связи с правотворчеством, правоприменением, источниками и формами права.

### В. П. Реутов как теоретик права
Упоминание о вкладе В. П. Реутова в развитие общей теории права содержится в академическом курсе общей теории государства и права, изданном под редакцией профессора М. Н. Марченко и переизданном позднее. Ссылки на отдельные выводы по ряду спорных вопросов теории права на работы В. П. Реутова имеются в трудах известных теоретиков права: В. В. Лазарева, М. Н. Марченко, А. К. Безиной, Н. А. Власенко и др., а также в ряде учебников и учебных пособиях (С. Н. Кожевникова, Н. И. Матузова и А. В. Малько и др.), в докторских диссертациях И. А. Минникеса, В. В. Трофимова и др.
На работы В. П. Реутова ссылался его учитель, член-корреспондент РАН С. С. Алексеев (см., напр. «Проблемы теории права». Свердловск, 1973. Т. 2, стр. 94, 103, поддерживая идею о прообразе нормы и о необходимости гарантий законности при выработке правоположений; он же: «Общая теория права». М.: Юридическая литература, 1981. Т. I., стр. 349, 350, поддерживая идею об информационной функции права и идею о прикладной роли науки при формировании норм права).
С. Н. Братусь (работа «Судебная практика в советской правовой системе», М.: Юридическая литература, 1975, с. 41 и др.) поддерживает идею В. П. Реутова о юридической практике как элементе процесса правового регулирования и идея о наличии этапов формирования правовых норм, их прообразов в ходе практики.
В учебном пособии «Теория государства и права: курс лекций» (под ред. Н. И. Матузова и А. В. Малько (М., больше десятка изданий) в теме «Юридическая практика» (автор В. Н. Карташов) В. П. Реутов назван в качестве представителя направления в понимании юридической практики, наиболее точно отражающегося суть явления.
Д. юрид. н., профессор Пензенского ун-та П. А. Гук в своей монографии «Судебное нормотворчество: теория и практика» (Lambert Academic Publishing. Saarbrucken, Germany. 2012, стр. 77, 85) даёт положительную оценку пониманию В. П. Реутова юридической практики как разновидности социальной, поддерживая и полностью цитируя также его определение судебной практики (такую же поддержку и цитирование В. П. Реутова можно найти в его монографии «Судебное нормотворчество: теория и практика», Пенза. ИНЦ ПГУ, 2009, стр. 67, 73).
Т. Н. Радько, д. юрид. н., зав. кафедрой теории и истории государства и права МГЮА, в монографии «Теория функций права» (М.: Проспект, М., 2014) неоднократно (стр. 73, 88, 93, 105) ссылается на идеи В. П. Реутова (о наличии общесоциальной функции права и её дифференциации, о единстве и разграничении функций правового регулирования и функций права., и др.), рассуждая о функциях права.
В. В. Лазарев, д. юрид. н., профессор кафедры теории и истории государства и права МГЮА, неоднократно ссылается на идеи В. П. Реутова (см. Избранные труды Т. 1-3. М.: Новая юстиция, 2010. т. I, стр. 40, 85, 122; т. II, стр. 313, 315, и т. д.), например, поддерживая мысль, что конкретизация норм при правоприменении не тождественно правотворчеству; вывод об обратном влиянии общественных отношений на нормы права, идею о необходимости установления общих закономерностей процесса влияния практика на совершенствование законодательства, и пр.

## Основные работы
В. П. Реутов — автор более 140 публикаций по проблемам теории государства и права, а также методическим вопросам юридического образования.

### Книги
- Реутов В. П. Основы государства и права. Учебное пособие. Пермь: Изд-во Перм. ун-та, 1992, 1994 (в соавт. с Г. Я. Борисевич, Ю. В. Варламовой, В. А. Кочевым и др.);
- Реутов В. П. Теория государства и права. Учебное пособие. Пермь: Изд-во Перм. ун-та, 1997 (в соавт. Б. Б. Каминским и В. П. Мазыриным);
- Реутов В. П. Функциональная природа системы права. Пермь: Изд-во Перм. ун-та, 2002.

### Статьи
- Реутов В. П. Формы воздействия юридической практики на законодательство // Государство, право, законность. Вып. 2. Пермь, 1970. С. 182—198.
- Реутов В. П. Стадии воздействия юридической практики на развитие законодательства // Правоведение. 1970. № 3. С. 115—119.
- Реутов В. П. О понятии и основных принципах юридической этики в свете ленинского учения о морали // Ленинизм и проблемы развития государства и права. Свердловск, 1970. С. 94-98.
- Реутов В. П. О предмете юридической этики (статья) // Государство, право, законность. Вып. 4. Пермь, 1973. С. 115—129.
- Реутов В. П. О понятии юридической практики // Государство, право, законность. Вып. 5. Пермь, 1974. С. 79-93.
- Реутов В. П. Социально-управленческая природа применения // Применение советского права. Свердловск, 1974. С. 5-14.
- Реутов В. П. О разграничении функций права и правового регулирования // Правоведение. 1974. № 5. С. 21-27.
- Реутов В. П. О функциях права и правового регулирования // Актуальные проблемы теории социалистического государства и права. М.: ИГП АН СССР, 1974. С. 182—185.
- Реутов В. П. О воспитательной функции правового регулирования // Государство, право, законность. Вып. 6. Пермь, 1975. С. 80-94.
- Реутов В. П. Регулятивная и охранительная функции советского права // Государство, право, законность. Вып. 7. Пермь, 1976. С. 51-67.
- Реутов В. П. Об идейно-тематическом содержании нормативных актов // Советское государство и право. 1976. № 11. С. 106—110.
- Реутов В. П. Этика в политике // Позиция. 1990. № 8-9. С. 27-29.
- Реутов В. П. В каком смысле можно говорить об истинности норм права и профессиональной нравственности юристов // Вестник Пермского университета. Юридические науки. Вып. 3. 2003. С. 5-15.
- Реутов В. П. Функциональный подход и проблема отраслевой дифференциации права // Юридическая наука и практика: пути развития и совершенствования. Пермь: Перм. гос. ун-т, 2003. С. 4-21.
- Реутов В. П. Правовое государство: тип, этап или форма // Современные проблемы развития юридической науки и образования в Германии и России. Пермь, 2004. С. 11-19.
- Реутов В. П. Доктор права, доктор юридических наук // Ленинградский юридический журнал. 2005. № 1. С. 206—215.
- Реутов В. П. А. А. Ушаков и функционально-структурный подход в исследовании правовых явлений // Проблемы развития юридической науки: тез. докл. науч. конф. (г. Пермь, окт., 2004 г.) / Перм. гос. ун-т. Пермь, 2005. С. 6-11.
- Реутов В. П. Болонский процесс и вопросы организации юридического образования в России // Вестник Пермского университета. Вып. 3. 2005. С. 37-43.
- Реутов В. П., Михайлов С. Г. Предисловие к книге: Микрюков В. А. Ограничение и обременения гражданских прав. М., 2007. С. 3-5.
- Реутов В. П. Типы правопонимания и проблемы реализации права // Современное состояние Российского законодательства: проблемы и пути совершенствования: Тезисы докл. междунар. науч.-практ. конф. (г. Пермь, Перм. ун-т, 23 окт. 2009 г.). — Пермь: Перм. гос. ун-т, 2009. — 583 с. — С. 42-45. — ISBN 978-5-7944-1346-5
- Реутов В. П. Типы правопонимания и проблема источников и форм права // Вестник Пермского университета. Юридические науки. 2010. Вып. 2(8). С. 54-70.

Полный список работ учёного доступен на сайте Пермского университета.

## Награды
- Звание Заслуженный юрист Российской Федерации (2004)
- Орден «Знак Почёта» (1977)
- Медаль Медаль «Ветеран труда» (1989)
- Лауреат конкурсов на лучшую научную работу в Пермском государственном университете (1974, 2004)
- Лауреат премии Пермского областного профессионального клуба юристов в номинации «Право и образование» (2004)[2]